# Virginie
Virginie (anglicky Virginia  [vɚˈdʒɪnjə]IPA, oficiálně Commonwealth of Virginia) je stát nacházející se na východním pobřeží Spojených států amerických, v Jihoatlantské oblasti jižního regionu USA. Virginie hraničí na severovýchodě s Marylandem a Washingtonem, D.C., na severozápadě se Západní Virginií, na západě s Kentucky, na jihozápadě s Tennessee a jihu se Severní Karolínou. Východní ohraničení státu tvoří Atlantský oceán.
Se svou rozlohou 110 786 km² je Virginie 35. největším státem USA, v počtu obyvatel (8,4 milionů) je však dvanáctým nejlidnatějším státem a s hodnotou hustoty zalidnění 82 obyvatel na km² je na patnáctém místě. Hlavním městem je Richmond s 220 tisíci obyvateli. Největšími městy jsou Virginia Beach se 450 tisíci obyvateli, dále Norfolk (250 tisíc obyv.), Chesapeake (240 tisíc obyv.) a Newport News (180 tisíc obyv.). Virginii patří 180 km pobřeží Atlantského oceánu. Nejvyšším bodem státu je vrchol Mount Rogers s nadmořskou výškou 1746 m v pohoří Blue Ridge Mountains. Největšími toky jsou řeky Roanoke, Potomac, tvořící hranici s Marylandem a Washingtonem, a Rappahannock a James, které se obě vlévají do Chesapeakské zátoky, jež rozděluje stát na dvě části.
Na území státu byla v roce 1607 založena první trvalá anglická kolonie v Severní Americe. Sídlo získalo název Jamestown (po králi Jakubovi I.), samotná kolonie pak byla zřejmě pojmenována na počest panenské („virgin“) královny Alžběty I. jako Virginie. Provincie se roku 1776 stala jedním z původních třinácti zakládajících států USA. Virginie jako desátý stát v pořadí ratifikovala Ústavu Spojených států amerických, k čemuž došlo 25. června 1788. Za americké občanské války byla Virginie v letech 1861–1865 součástí Konfederace, Richmond byl jejím hlavním městem, ve kterém sídlil prezident Jefferson F. Davis. V důsledku toho se od státu odtrhly severozápadní okresy, které se roku 1863 staly součástí Unie jako Západní Virginie. Samotná Virginie byla k Unii opět připojena roku 1870.

## Historie

### První osídlení 1585–1586
V roce 1584 zorganizoval Walter Raleigh první výpravu k břehům budoucí Virginie. Tato výprava dostala za úkol probádat pobřežní oblasti a nalézt vhodnou oblast k osídlení. Vůdci expedice Philip Amadas a Artur Barlowe vybrali jako nejpříhodnější místo úrodný ostrov Roanoke u Outer Banks. V září 1584 se výprava vrátila zpět do Anglie a přivezla s sebou také dva domorodce – Mantea a Wanchese, kteří byli osobně představeni královně Alžbětě I. Královna se rozhodla propůjčit zemi za oceánem své jméno a země získala na počest panenské královny Alžběty jméno Virginia, tj. „Panenská země“. Organizátor průzkumné výpravy, Walter Raleigh, byl povýšen do šlechtického stavu a na další, tentokrát již osídlovací výpravu, mu královna přislíbila zapůjčit jednu ze svých lodí – Tygra. Walter Raleigh se okamžitě pustil do shánění financí na novou expedici a jejím velením pověřil sira Richarda Grenvilla. Flotila lodí vyrazila na cestu roku 1585. U břehů Ameriky ale vlajková loď Tygr najela na písčinu, došlo k poškození trupu a zničení většiny zásob, nutných pro existenci budoucí kolonie, což byla skutečná katastrofa. S výpravou se vrátil zpět domů, do Ameriky, i místní domorodec Manteo, který nyní sloužil Angličanům jako tlumočník a průvodce při kontaktech s místními obyvateli. Než byl Tygr po nehodě opraven, rozhodl se sir Richard Grenvill prozkoumat vodní úžinu Pamlico, kde se pokusil s pomocí Mantea navázat přátelské vztahy s ostatními domorodci, což se ne vždy podařilo. Přesto bylo do lodního deníku Tygra zaznamenáno, že 29. července 1585 došlo k přátelské dohodě mezi domorodci a Angličany, kteří se s dovolením domorodců usadili na ostrově Roanoke. Osada vznikla dostatečně daleko od nejbližší indiánské vesnice a zároveň byla ukryta dunami Outer Banks před případným objevením nepřátelskými Španěly z moře. Role guvernéra první anglické kolonie v Americe se ujal Ralph Lane. Jelikož na ostrově nebylo dost kamení, byla první osada vybudována jako primitivně řešená pevnost s domy postavenými z hrubě stlučených dřevěných kůlů. Po vybudování pevnosti odpluly lodě okamžitě zpět do Anglie a osadníci zůstali odkázáni sami na sebe a především na pomoc domorodců. Většina osadníků se sama o sebe nedovedla postarat a plnou polovinu z nich tvořili vojáci. Zpočátku indiáni pomáhali dodávkami potravin a kolonisté se věnovali svým činnostem – např. malíř John White se snažil zachytit podobu domorodců na svých malbách, pražský žid Joachim Gans se marně snažil najít vzácné nerosty a guvernér Lane propátrával se svými muži okolí. V dubnu 1586 však zemřel nejvěrnější domorodý podporovatel Angličanů Ensenor a nepřátelský náčelník Wingina se rozhodl anglickou osadu zničit. Dodávky potravin ustaly. Angličané na vývoj situace zareagovali tak, že přešli do protiútoku, domorodce porazili a náčelníka Winginu zabili. O týden později, 8. června 1586, připlula eskadra pod vedením sira Francise Drakea. Jednalo se o předem neplánovanou akci, ale vyhladovělým a ztýraným osadníkům přišlo toto připlutí vhod. Osadníci, kterým se podařilo všechny útrapy přežít, projevili přání vrátit se zpět do Anglie. S tímto závěrem souhlasil guvernér Lane a také sir Francis Drake. Osada byla narychlo opuštěna, a to v takovém spěchu, že na břehu byli zapomenuti tři osadníci (jejich další osud je neznámý) a rovněž se ztratily bedny se vším, co muži za předchozí rok nashromáždili – mapy, nákresy, vzorky plodin, vědecké poznámky, malby.

### Druhé osídlení 1586

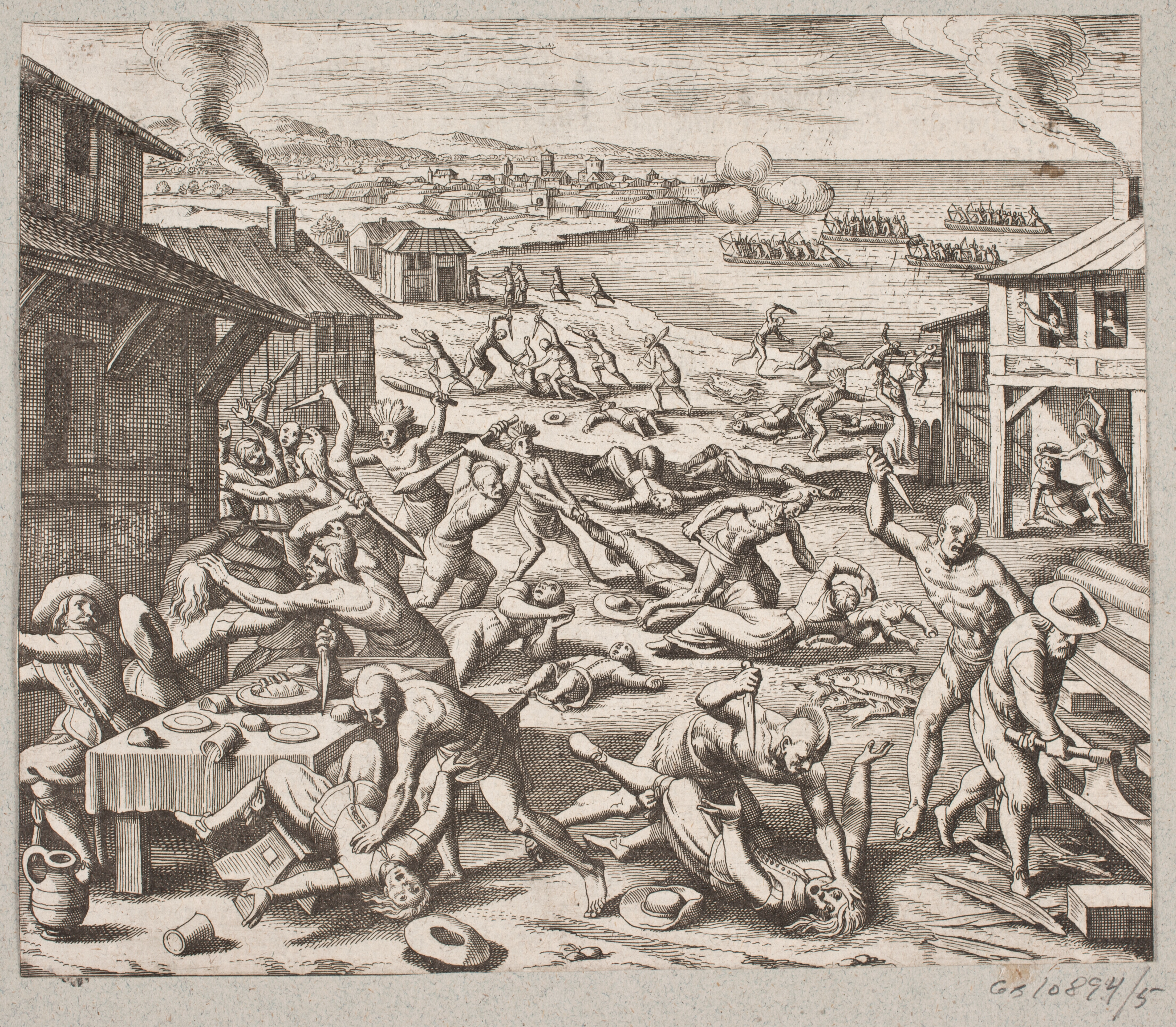
Indiánský útok na anglické osadníky ve Virginii v březnu 1622

Necelý týden po náhlém odjezdu kolonistů dorazila první loď se zásobami z Anglie, kterou vypravil sir Raleigh. Námořníci už ale objevili jen opuštěnou osadu a netušili, co se stalo s osadníky. Vedoucí výpravy, sir Richard Grenvill, nakonec vysadil na souš patnáct vojáků, kteří zahájili opravy opuštěné pevnosti. Lodě poté vyrazily zpět do Anglie. Další osudy vojáků zanechaných na Roanoke jsou nejasné, jelikož zmizeli beze stop.

### Třetí osídlení 1587
Jeden z osadníků z let 1585–1586, Thomas Harriot, napsal po svém návratu do Anglie spis Krátká a pravdivá zpráva o Americe, který vyšel roku 1588. Harriot byl najat sirem Walterem Raleighem, aby napsal knihu, která měla přesvědčit kupce v Anglii k investicím do další výpravy do Ameriky. Harriot ve svém díle popsal hojnost zvěře a úrodnost půdy v daleké zemi za oceánem, a také se zmínil o pěstování a účincích tabáku, rostliny, která byla tehdy považována za léčivou. Osadníci si kouření tabáku osvojili od domorodců a po návratu do Anglie s touto zálibou seznámili i ostatní obyvatele. Kouření tabáku se stalo velmi oblíbeným u královského dvora. Siru Raleighovi se znovu podařilo získat potřebné finance, a to ještě před vydáním této oslavné knihy, a tak a v roce 1587 vyrazila do Ameriky další výprava kolonistů, kterou vedl malíř první výpravy John White. Mezi kolonisty nebyli tentokrát jen samí muži, ale také sedmnáct žen – mimo jiné i těhotná dcera Johna Whitea. Při plavbě v pobřežních vodách Ameriky však došlo k vážným sporům mezi velitelem expedice Whitem a lodivodem Fernandezem, což skončilo tím, že kolonisté byli místo původního místa určení, úrodného a přívětivého Chesapeackého zálivu, za dramatických okolností opět vysazeni na Roanoke. Část flotily se zásobami potravin se během plavby ztratila a kolonie od samého počátku trpěla nedostatkem zásob. Přesto se osadníci ihned pustili do oprav původní opuštěné pevnosti a spojili se s domorodým přítelem Angličanů Manteou, kterého následně pokřtili a jmenovali ho pánem Roanoke (tento titul pro věrného Manteu vymohl u královny v Anglii osobně sir Raleigh). Situace osadníků byla natolik špatná, že se guvernér White rozhodl na naléhání kolonistů okamžitě odplout zpět do Anglie a dovézt nové zásoby. Ještě téhož roku, 1587, přistál v Anglii, ale další výprava zpět do Virginie byla zorganizována až roku 1590. Tehdy už nalezl White na Roanoke jen opuštěnou osadu a po kolonistech nebylo ani památky. Beze stopy tak zmizela i jeho dcera Eleonora, její manžel a vnučka Virginie. White se vrátil zpět do Anglie a za oceán už se nikdy nevydal. Co se stalo s kolonisty a jeho rodinou se už také nikdy nedozvěděl. V následujících letech se vydalo do Virginie ještě několik expedic, které měly za úkol pátrat po ztracených kolonistech, ale těm už se nepodařilo najít ani ostrov Roanoke. Až roku 1606 vyplula z Anglie další výprava 104 kolonistů, která nakonec stála u zrodu první úspěšné a trvale osídlené anglické osady v Americe, známé jako Jamestown.

### Novodobá historie

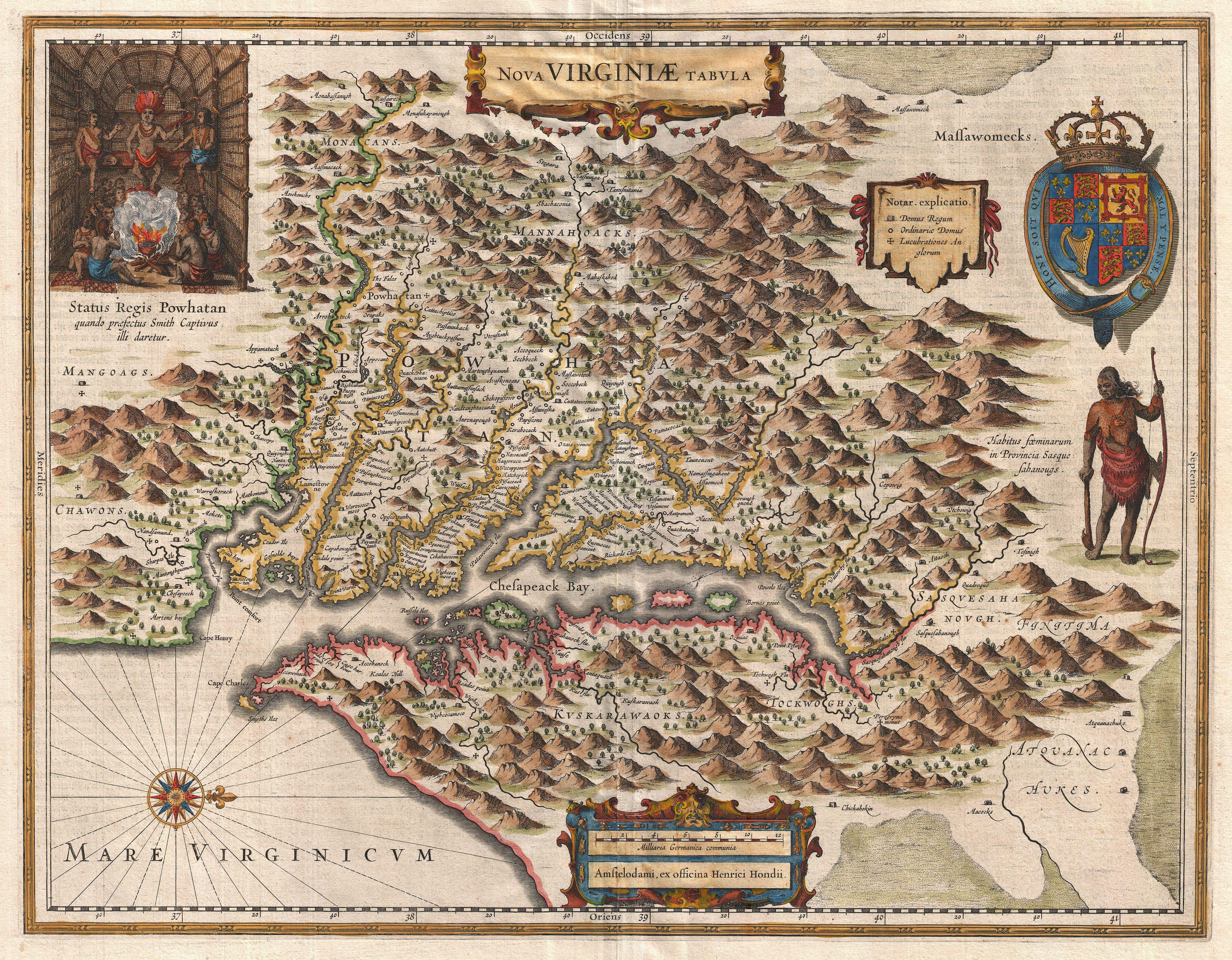
Hondiova mapa Virgine z roku 1630. Jedná se o upravenou a kolorovanou mapu Johna Smithe z roku 1612. Mapa je velmi podrobná, informačně bohatá a je považována za jednu z nejdůležitějších map americké historie.

Virginie byla první kolonií, do které byli dopravení afričtí otroci.
Stát se stal jedním ze zakládajících v rámci USA, odtud pocházelo i mnoho otců zakladatelů. Během občanské války byla Virginie jako otrokářský stát na straně Jihu, což přineslo mnoho škod během válečných operací. Později se ale hlavně v pobřežních městech rozvíjel průmysl a loďařství, ve státě je mnoho polytechnických škol. Přesto zde stále převažuje zemědělský a venkovský ráz.

## Symboly

### Vlajka
Virginská vlajka je tvořena listem o poměru stran 2:3 s uprostřed umístěnou pečetí státu.

## Obyvatelstvo

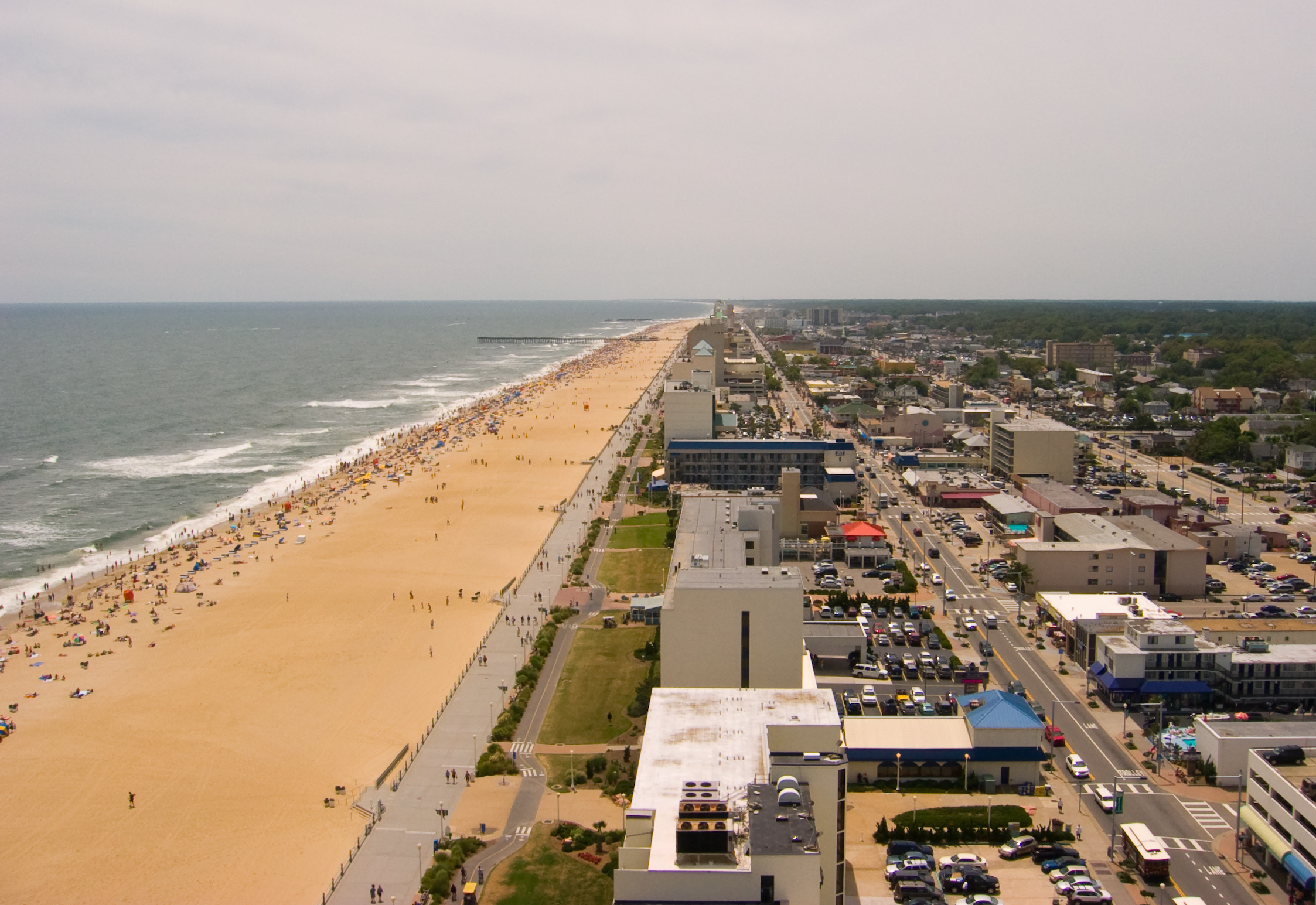
Virginia Beach

Podle sčítání lidu z roku 2010 zde žilo 8 001 024 obyvatel. Specifikem tohoto státu je nejvyšší procento venkovského obyvatelstva v rámci USA. Převažují potomci britských osadníků, živících se především na farmách, a černošských otroků.

### Rasové složení
- 68,6 % Bílí Američané
- 19,4 % Afroameričané
- 0,4 % Američtí indiáni
- 5,5 % Asijští Američané
- 0,1 % Pacifičtí ostrované
- 3,2 % Jiná rasa
- 2,9 % Dvě nebo více ras

Obyvatelé hispánského nebo latinskoamerického původu, bez ohledu na rasu, tvořili 7,9 % populace.

### Náboženství
- křesťané – 84 %
  - protestanti – 69 %
    - baptisté – 32 %
    - metodisté – 8 %
    - episkopální církve – 3 %
    - presbyteriáni – 3 %
    - jiní protestanti – 23 %

  - římští katolíci – 14 %
  - jiní křesťané – 1 %
- jiná náboženství – 2 %
- bez vyznání – 12 %